# کانال شیه‌لی-تلیکول
کانال شیه‌لی-تلیکول (به قزاقی: Shieli-Telikol Canal) یک آبراهه در قزاقستان است.